# Hembränning

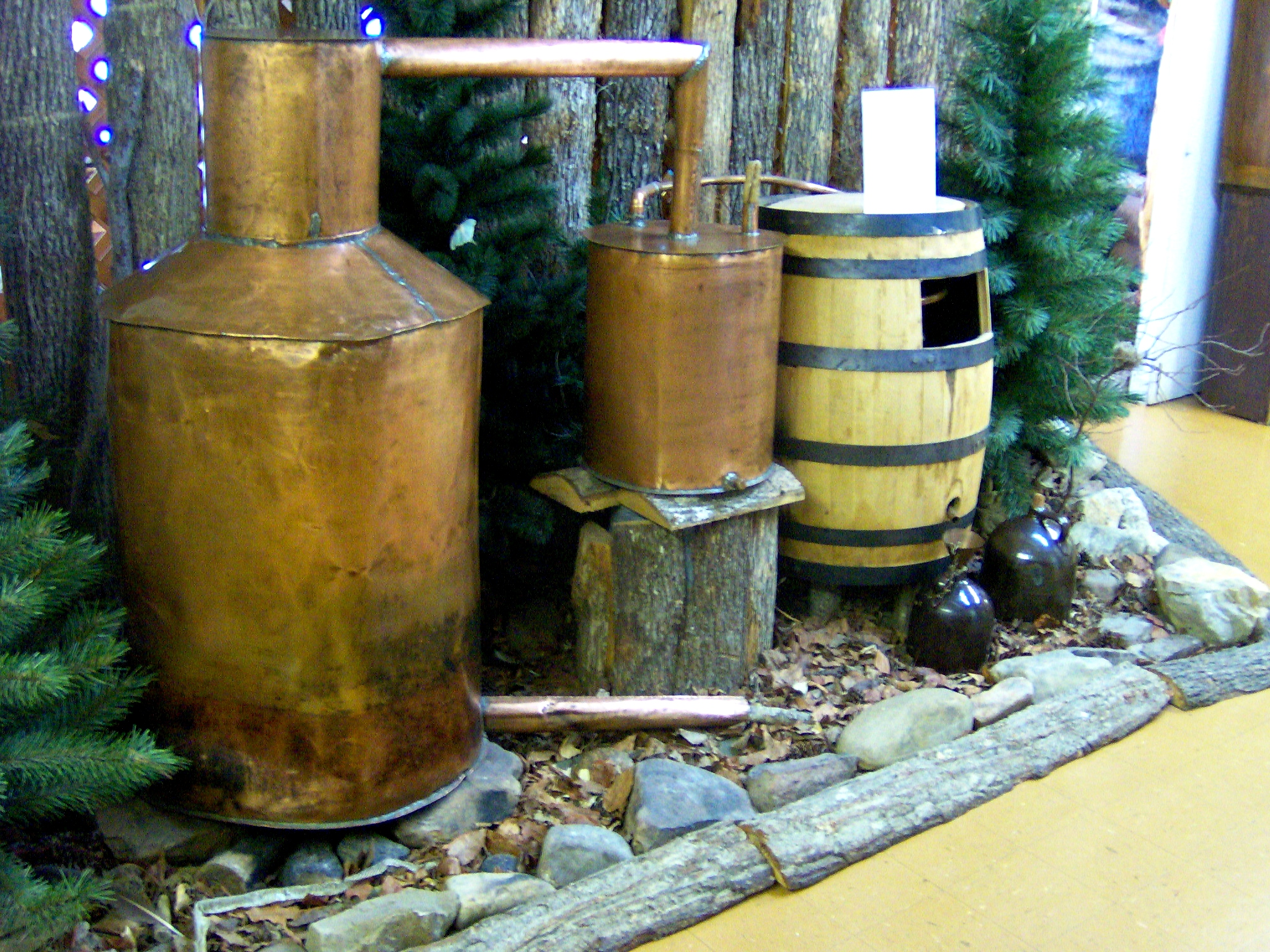
Äldre apparat för husbehovsbränning. Mäsken värms i kopparkärlet, ångan förs med ett rör ner i den vattenfyllda och tunnan till höger där den kyls till flytande form

Hembränning betecknar olovlig framställning av spritdryck eller annan dryck innehållande etanol, så kallat hembränt (kort HB) eller hemkört (även 
dunder, finkel, mäsk); muscha i Finland. När sprittillverkning i hemmet varit tillåten har benämningen varit husbehovsbränning. Sprittillverkning för eget bruk har varit förbjuden i Sverige sedan 1855. Samma år infördes också spritskatt.

## Process
1. Vanligen jäses socker, jäst och vatten till en svagt alkoholhaltigt mäsk, men i princip kan vilken svagt alkoholhaltig dryck som helst destilleras.
2. Destillering av mäsken för att koncentrera alkoholen och få bort vissa föroreningar. Detta kan göras i någon form av hembränningsapparat; plastbrännare, FOA-brännare, spiralbrännare eller konventionell destillator. Innehav av destillationsapparat som är avsedd för spritframställning kräver tillstånd.
3. Den destillerade spriten späds ut till ca 40 procent och hälls genom ett rör med aktivt kol en eller flera gånger. Kolreningen tar bort finkeloljor och andra obehagliga smakämnen som uppstått under jäsningen och som koncentreras av destillationen.

Den sprit som tillverkas på det här sättet är skadlig som all alkohol, men den kan inte i små mängder orsaka dödlig förgiftning och blindhet om den producerats korrekt. Sådana skador orsakas av den metanol som är snarlik etanol i lukt och smak och förekommer i väldigt låg halt i de flesta alkoholhaltiga drycker. Eftersom den har lägre kokpunkt än etanol så finns det dock risk att den första spriten från destillatorn har en farlig koncentration av metanol. Samvetslösa försäljare blandar in metanol i etanol eller säljer den ren. Metanolförgiftning kan leda till blindhet och dödsfall förekommer, men är mycket ovanliga i Sverige.[källa behövs].

## Hembränningens historia i Sverige

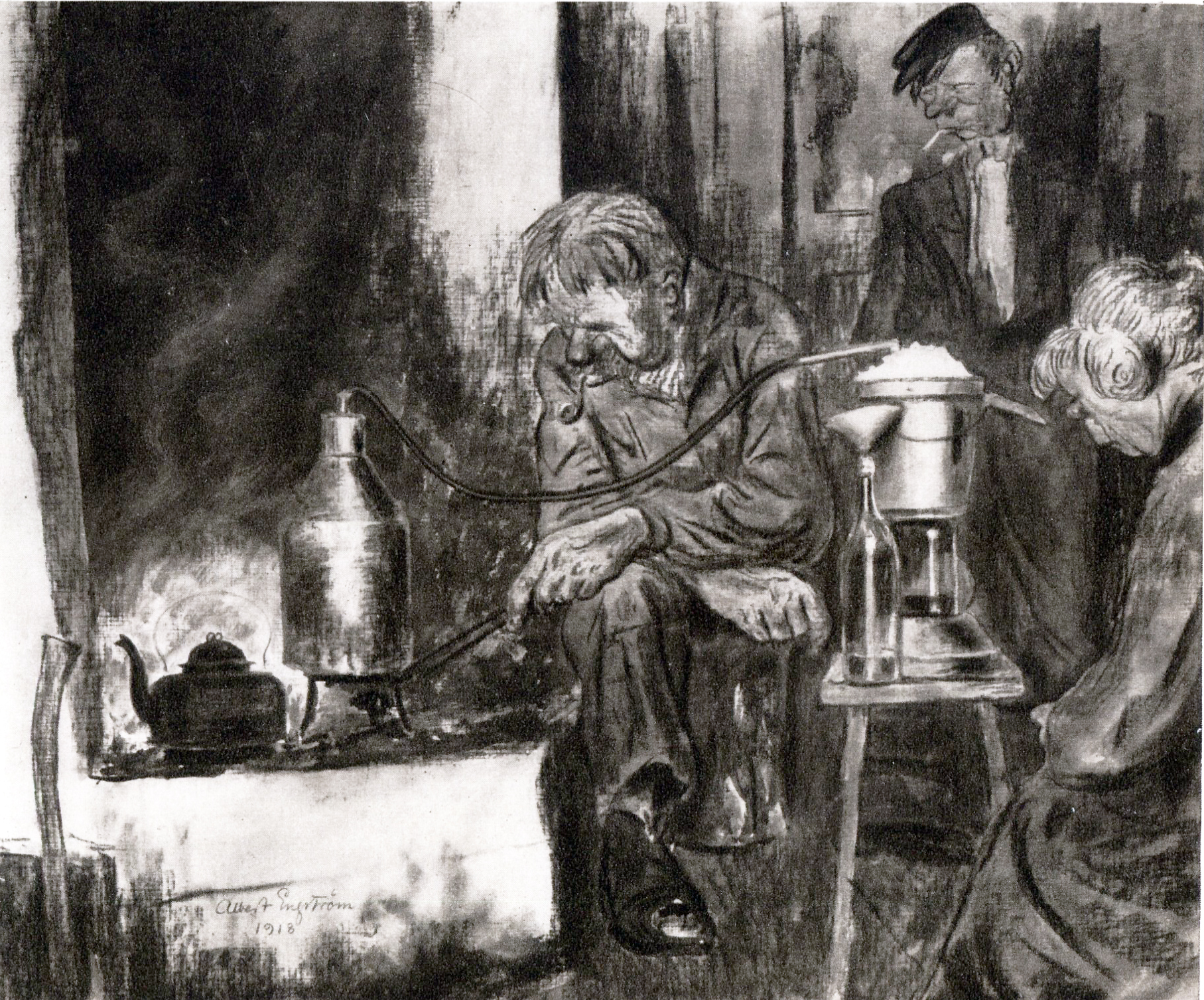
Medan det jäser. Akvarell utförd av Albert Engström (1918).

År 1447 introducerades aqua vitae (livets vatten) i Sverige för att användas i kruttillverkningen. Snart märkte man att vätskan var drickbar och den blev snabbt så populär att Sten Sture efter bara drygt ett par decennier förbjöd den i Stockholm. Fram till 1600-talet var det endast bryggarskrået som hade rätt att tillverka brännvin för försäljning, vilket gjorde att hembränningen ökade i hela landet. Under fälttåg i Ryssland lärde sig svenskarna att bränna brännvin av säd och husbehovsbränningen förbjöds. Bristen på säd under nödåren efter Poltava gjorde att Karl XII förbjöd brännvinstillverkning av brödsäd. Svenskarna lärde sig att tillverka brännvin av potatis under 1700-talets mitt. Eftersom potatis är en svårlagrad gröda blev brännvinsbränning ett sätt att ta hand om överskottet. På så sätt hjälpte brännvinet till att sprida potatisen.
År 1775 infördes ett statligt monopol på brännvinsbränning och man förbjöd all import av alkohol. Kronans brännerier blev efter en kort guldålder olönsamma och 1787 släpptes husbehovsbränningen åter helt fri. Superiet ökade stadigt. På 1850-talet bildades det första Systembolaget tillsammans med en tillverkningsförordning och 1860 förbjöds åter husbehovsbränningen. I början på 1900-talet hade nykterhetsrörelsen tagit fart och det statliga monopolet på sprittillverkningen var ett faktum 1905. Vin & Spritcentralen förstatligades och fick då också monopol på vinförsäljningen 1919.
Hembränningen ökade igen vartefter alkoholen blev alltmer svåråtkomlig och dyr. Alltsedan Sverige blev medlem i EU 1995 och alkoholrestriktionerna stadigt blivit färre har antalet anmälningar om hembränning minskat. Nationellt anmäldes 1338 fall i Sverige år 1995. 2013 var antalet nere på 94. Flest fall av hembränning anmäldes i norra Sverige. Avståndet till den billiga spriten verkar också ha betydelse.